# Musica del Ruanda
La musica del Ruanda è principalmente costituita da generi tradizionali come l'inikimba, che unisce un particolare stile di danza al racconto in musica delle storie della tradizione orale epica ruandese, in cui si narrano le gesta degli antichi re ed eroi. Fra gli strumenti tradizionali utilitizzati nell'inikimba e in altri generi tradizionali si possono citare l'ingoma, l'ikembe, l'iningiri, l'umuduri e l'inanga, una sorta di lira.
La musica tradizionale ruandese viene insegnata e tramandata da corpi di ballo noti come amatorero, che si trovano in tutto il paese. Fra i più noti si possono citare il Ballet National Urukerereza, fondato nei primi anni settanta allo scopo di rappresentare il Ruanda negli eventi internazionali, e il gruppo musicale Irindiro.
Prima dello scoppio della guerra civile ruandese, in Ruanda erano attivi numerosi gruppi musicali che godevano di grande popolarità, come Inema, Nyampinga, Les 8 Anges, Les Fellows, Impala, Abamarungu, Los Compagnons de la Chanson, Bisa, Ingenzi e Isibo y'Ishakwe. Il deterioramento della situazione sociopolitica a partire dagli anni '90 spinse molti artisti ruandesi a emigrare in Europa, soprattutto a Bruxelles, o in Nordamerica, talvolta riuscendo ad acquisire una certa fama a livello internazionale. Fra gli artisti ruandesi più noti in Europa si possono citare Corneille, Kizito Mihigo, Cécile Kayirebwa, e Jean-Paul Samputu.